# Mì Quảng
Mì Quảng (tức là Mì của xứ Quảng) là một món ăn có nguồn gốc xuất xứ và cũng là đặc sản của thành phố Đà Nẵng.

## Đặc điểm
Mì Quảng là một loại sợi mì, thường được làm từ bột gạo xay mịn với nước từ hạt dành dành và trứng cho có màu vàng và tráng thành từng lớp bánh mỏng, sau đó thái theo chiều ngang để có những sợi mì mỏng khoảng 5 -10mm. Khi thực hiện món ăn, dưới lớp mì là các loại rau sống, mì Quảng phải ăn kèm với rau sống 9 vị thì mới tạo nên được hương vị nồng nàn: húng quế, xà lách tươi, cải non mới nụ, giá trắng có thể được trụng chín hoặc để sống, ngò rí, rau răm với hành hoa thái nhỏ và thêm hoa chuối cắt mỏng. Trên mì là thịt lợn, tôm, thịt gà, thịt cá lóc (đôi khi có trứng luộc) cùng với nước dùng được hầm từ xương heo. Người ta còn bỏ thêm hành lá thái nhỏ, rau thơm, ớt đỏ... Thông thường nước dùng được gọi là nước nhân, đây cũng là một loại nước lèo nhưng rất cô đặc và ít nước. Ngoài ra mì còn được dùng kèm với bánh tráng mè, thêm cả đậu phộng rang giòn thơm tạo nên hương vị đặc trưng.

## Di sản ẩm thực
Ngày 2/11/2022, một hội thảo khoa học đầu tiên về mì Quảng do Sở Văn hóa, Thể thao và Du lịch tỉnh Quảng Nam tổ chức thực hiện. Kết quả hội thảo tạo tiền đề để tiếp tục thực hiện điền dã, nghiên cứu xây dựng và hoàn thiện hồ sơ công nhận văn hóa phi vật thể đối với món đặc sản xứ Quảng này